# Amar Osim
Amar Osim (* 18. Juli 1967 in Sarajevo) ist ein ehemaliger bosnischer Fußballspieler und -trainer.

## Karriere
Osim begann seine Karriere 1986 beim jugoslawischen Erstligisten FK Željezničar Sarajevo. Für dem Verein bestritt er 52 Erstligaspiele und schoss dabei fünf Tore. 1991 wechselte er nach Frankreich. Hier spielte er bis 1996 für SR Saint-Dié und AS Pierrots Vauban Strasbourg. 1996 wechselte er zu Željezničar Sarajevo. 1997 beendete er seine Karriere als Fußballspieler.
Im März 2001 wurde Osim bei FK Željezničar Sarajevo als Trainer eingestellt. Mit dem Verein wurde er 2000/01 und 2001/02 bosnischer Meister. 2004 wurde er Co-Trainer der japanischen Erstligisten JEF United Ichihara Chiba unter Ivica Osim. Im Juli 2006 löste er den Ivica Osim als Trainer von Chiba ab. Im November gewann er mit dem Verein den J.League Cup 2006. Von 2009 bis 2013 war er bei Željezničar Sarajevo unter Vertrag. Mit dem Verein wurde er 2009/10, 2011/12 und 2012/13 bosnischer Meister. Von 2014 bis 2016 war er der Trainer des Qatar Stars League Vereins al-Kharitiyath SC. 2018 kehrte er zu Željezničar Sarajevo zurück. 2020 wurde er mit dem Verein Vizemeister der Premijer Liga. Im 2022 wurde er Trainer von FK Velež Mostar.

## Erfolge
FK Željezničar Sarajevo
- Bosnischer Meister: 2000/01, 2001/02, 2009/10, 2011/12, 2012/13
- Bosnischer Pokalsieger: 2000/01, 2002/03, 2010/11, 2011/12

JEF United Ichihara Chiba
- Japanischer Ligapokalsieger: 2006